# Oulad Ayyad
Oulad Ayyad (en àrab أولاد عياد, Ūlād ʿAyyād; en amazic ⵡⵍⴰⴷ ⵄⵢⵢⴰⴷ) és una comuna rural de la província de Taounate, a la regió de Fes-Meknès, al Marroc. Segons el cens de 2014 tenia una població total de 9.566 persones.